# The Stolen Bride (1927)
The Stolen Bride is een Amerikaanse dramafilm uit 1927 onder regie van Alexander Korda. Destijds werd de film in Nederland uitgebracht onder de titel De gestolen bruid. De film is wellicht zoekgeraakt.

## Verhaal
De Hongaarse gravin Sari Thurzo wordt tijdens de Eerste Wereldoorlog verliefd op de soldaat Franz Pless. Hun liefde lijkt gedoemd te mislukken vanwege hun verschillende sociale achtergrond. Franz ontvoert de gravin als laatste uitweg.

## Rolverdeling
| Acteur            | Personage          |
| ----------------- | ------------------ |
| Billie Dove       | Sari Thurzo        |
| Lloyd Hughes      | Franz Pless        |
| Armand Kaliz      | Baron von Heimburg |
| Frank Beal        | Graaf Thurzo       |
| Lilyan Tashman    | Ilona Taznadi      |
| Cleve Moore       | Luitenant Kiss     |
| Otto Hoffman      | Papa Pless         |
| Charles Wellesley | Aalmoezenier       |
| Bert Sprotte      | Sergeant           |